# Reinhard Bölling

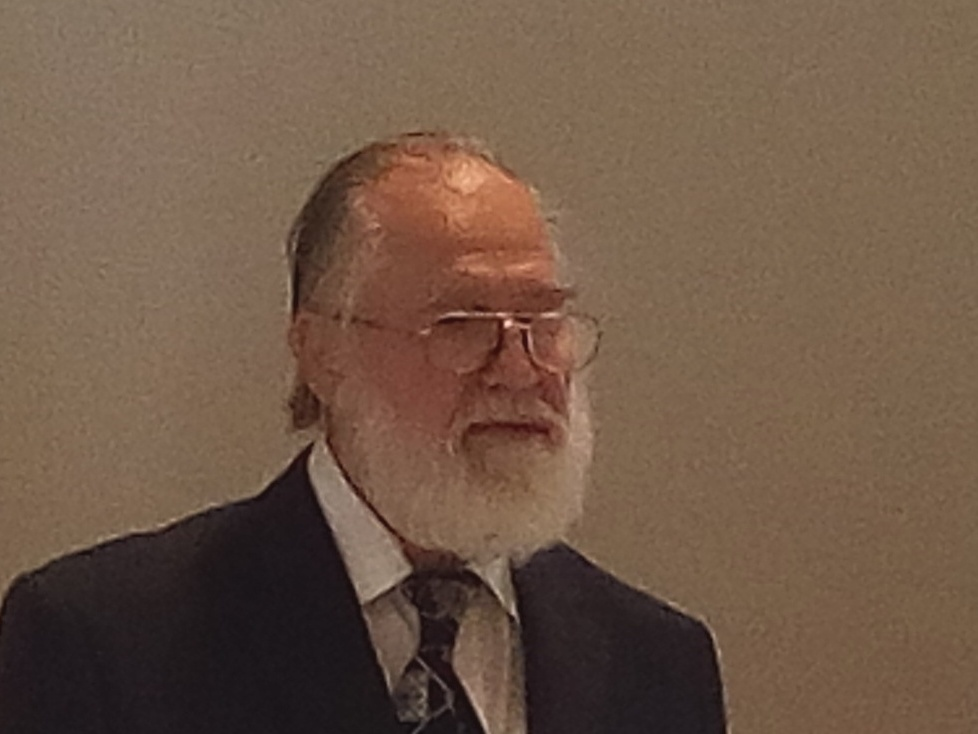
Reinhard Bölling (2016)

Reinhard Bölling (* 19. Oktober 1944 in Berlin) ist ein deutscher Mathematiker (Zahlentheorie) und Mathematikhistoriker.
Bölling studierte ab 1962 Mathematik an der Friedrich-Schiller-Universität Jena und ab 1963 an der Humboldt-Universität Berlin (unter anderem bei Hans Reichardt und Helmut Koch), an der er 1967 sein Diplom erwarb. 1968 bis 1970 war er bei Igor Schafarewitsch an der Lomonossow-Universität in Moskau, woraus sein Promotionsthema aus der arithmetischen Theorie elliptischer Kurven an der Humboldt-Universität entstand (1973). Dabei bewies er, dass die Ordnungen der Tate-Schafarewitsch-Gruppen elliptischer Kurven beliebig groß werden können, zu einer Zeit, als diese Gruppe für keine einzige elliptische Kurve bekannt war, sogar in keinem Fall feststand, dass sie endlich (bzw. unendlich) ist. Danach arbeitete er am Karl-Weierstraß-Institut der Akademie der Wissenschaften der DDR in Berlin. Ab Mitte der 1980er Jahre wandte er sich der Mathematikgeschichte zu. Speziell befasste er sich mit der Berliner Mathematikgeschichte in der zweiten Hälfte des 19. Jahrhunderts, insbesondere Karl Weierstraß und Sofja Kowalewskaja, und gab den Briefwechsel zwischen Weierstraß und dessen Schülerin Sofja Kowalewskaja heraus, wobei er sich seit 1990 mehrfach am Mittag-Leffler-Institut in Stockholm aufhielt, wo sich umfangreiche Teile des Nachlasses von Weierstraß und Kowalewskaja befinden.
Von 1997 bis zu seinem Eintritt in den Ruhestand 2009 war er an der Universität Potsdam tätig (Vorlesungen zur Analysis, Algebra, Zahlentheorie, Geschichte der Mathematik). Auch danach hielt und hält er Vorlesungen zur Geschichte der Mathematik an der Humboldt-Universität (bis 2015), der Universität Potsdam und der Beuth Hochschule für Technik Berlin.
Von 1970 bis 1990 leitete er außerdem Kurse für ausgewählte, mathematisch besonders begabte Schüler der Mathematik-Spezialschule „Heinrich Hertz“ (heute Heinrich-Hertz-Gymnasium) in Berlin-Friedrichshain.

## Schriften (Auswahl)
Zur Mathematik:
- On Ranks of Class Groups of Fields in Dihedral Extensions of Q with Special Reference  to Cubic Fields. In: Mathematische Nachrichten 135 (1988), S. 275–310
- Zur Klassenzahl nicht galoisscher Körper in Diedererweiterungen über Q mit besonderer Berücksichtigung kubischer Körper, I. In: Mathematische Nachrichten 118 (1984), S. 271–284
- Bemerkungen über Klassenzahlen und Summen von Jacobi-Symbolen. In: Mathematische Nachrichten 90 (1979), S. 159–172
- Elliptische Kurven mit Primzahlführer. In: Mathematische Nachrichten 80 (1977), S. 253–278
- Über den 3-Rang von quadratischen Zahlkörpern und den Rang gewisser elliptischer Kurven. In: Mathematische Nachrichten 73 (1976), S. 155–170
- Die Ordnung der Schafarewitsch-Tate-Gruppe kann beliebig groß werden. In: Mathematische Nachrichten 67 (1975), S. 157–179

Zur Mathematikgeschichte:
- Zur Biographie von Karl Weierstraß und zu einigen Aspekten seiner Mathematik. In: W. König und J. Sprekels (Hrsg.): Karl Weierstraß (1815–1897). Wiesbaden: Springer Spektrum 2016, S. 53–121
- From Reciprocity Laws to Ideal Numbers: An (Un)Known Manuscript by E. E. Kummer. In: C. Goldstein (u. a.) (Hrsg.): The Shaping of Arithmetic after C. F. Gauss's Disquisitiones Arithmeticae. Berlin, Heidelberg: Springer-Verlag 2007, S. 271–290
- Georg Cantor – Ausgewählte Aspekte seiner Biographie. In: Jahresbericht der Deutschen Mathematiker-Vereinigung 99 (1997), S. 49–82
- Kummer vor der Erfindung der „idealen complexen Zahlen“: Das Jahr 1844. In: Acta historica Leopoldina 27 (1997), S. 145–157
- Karl Weierstraß – Stationen eines Lebens. In: Jahresbericht der Deutschen Mathematiker-Vereinigung 96 (1994), S. 56–75
- Das Foto-Album für Weierstraß. Herausgegeben und kommentiert von Reinhard Bölling, Vieweg 1994
- Der Briefwechsel zwischen Karl Weierstraß und Sofja Kowalewskaja. Herausgegeben, eingeleitet und kommentiert von Reinhard Bölling. Berlin: Akademie Verlag 1993
- A birthday present, In: The Mathematical Intelligencer, Bd. 11, Heft 4 (1989), S. 20–25 (zu Weierstraß)